# Anna Amalia di Brunswick-Wolfenbüttel
Anna Amalia di Brunswick-Wolfenbüttel (Wolfenbüttel, 24 ottobre 1739 – Weimar, 10 aprile 1807) fu una duchessa di Sassonia-Weimar-Eisenach.

## Biografia
Anna Amalia era la quinta di tredici figli della coppia ducale Carlo I di Brunswick-Wolfenbüttel (1713–1780) e Filippina Carlotta di Prussia (nata Brandeburgo-Prussia) (1716–1801).

### Infanzia
Ella ricevette una formazione conforme al suo rango soprattutto da parte dei teologi Giovanni Federico Guglielmo Jerusalem e Matteo Teodoro Cristoforo Mittelstädt. Le lezioni di religione costituirono la parte più importante della sua educazione che fu sviluppata sia nella lingua tedesca che in quella francese. L'educazione di Anna Amalia seguì la tradizione protestante delle case del Brandeburgo ma fu pure integrata da una ragionevole conoscenza dei principi e del pensiero comparato delle altre confessioni. Seguì inoltre lezioni di storia, geografia e belle arti, imparando anche a danzare ed a suonare il piano.

### Famiglia
La sedicenne principessa sposò il 16 marzo 1756 il duca, anch'egli luterano evangelico, Ernesto Augusto Costantino di Sassonia-Weimar-Eisenach (1737 – 1758). In Weimar soddisfece presto le aspettative della importante dinastia, dando alla luce il principe ereditario Carlo Augusto (1757–1828), mentre il secondo figlio Federico Ferdinando Costantino (1758–1793), nacque dopo il decesso del padre Ernesto Augusto. Amalia, dopo la morte del marito, non si risposò rimanendo vedova fino alla sua morte.

### Il governo
Secondo le disposizioni testamentarie del marito la vedova ducale dal 30 agosto 1759 assunse la reggenza dei ducati di Sassonia-Weimar e Sassonia-Weimar-Eisenach in nome del primogenito, ancora minorenne. Come reggente Amalia dovette combattere contro l'inerzia dei consiglieri e dei nobili terrieri, ai quali, allorché si avvicinava la maggior età del principe ereditario, ebbe sempre minor forza di resistere. Ella iniziò le riforme del sistema giudiziario, delle forze di controllo dell'ordine sociale e del sistema educativo, che tuttavia rimasero incomplete. Quando il 3 settembre 1775 Amalia consegnò il governo del paese al figlio Carlo Augusto, le finanze statali erano a pezzi, a causa sia della Guerra dei sette anni che delle esigenze di mantenimento della corte.
Il rapporto fra autorità e sudditi erano tesi. Una indicazione di questa tensione si ebbe con i tumulti popolari in occasione dell'istituzione di un'imposta detta Hebammengroschen, nata per garantire la formazione di ostetriche e finanziare un ospedale appositamente attrezzato per i parti, cosa che la popolazione giudicò sconveniente. Il giorno dei disordini, il 7 maggio 1774, il castello di Weimar prese fuoco, per la qual cosa furono denunciati alcuni cittadini.
Dopo l'incendio del castello, Anna Amalia si trasferì nel Wittumspalais, situato nei pressi dell'attuale Deutsches Nationaltheater, e abitò lì fino alla morte.

### Formazione dei figli
Per la formazione dei figli fu ritenuto adatto il conte Giovanni Eustachio von Schlitz detto von Görtz ed altri istitutori. Sebbene Anna Amalia avesse suggerito lei stessa per questo servizio il conte, i rapporti fra i due furono sempre improntati alla diffidenza: Anna Amalia temeva che Görtz volesse allontanare da lei i figli. Nel 1772 Amalia inserì il poeta Christoph Martin Wieland nel gruppo dei precettori. Per questo fu decisivo sia il suo successo letterario che la possibilità di trovare nello stimato poeta un alleato contro Görtz. Questo progetto fallì: sia Wieland che Görtz si accattivarono le simpatie di Carlo Augusto, futuro duca, per assicurarsi la propria posizione futura. Poco prima della fine del servizio Anna Amalia licenziò il Görtz, mentre Wieland rimase a Weimar e servì la duchessa madre come compagno e consigliere in materia letteraria.

### L'ambiente
Durante il periodo della reggenza la duchessa fu sempre al centro della attenzione della ristretta nobile compagnia di corte. Occasionalmente allietavano la vita di corte ospiti stranieri, balli in maschera e gli spettacoli del teatro di corte, sciolto nel 1774.
Dall'incendio del castello Anna Amalia condusse una vita vedovile nel suo palazzo (Wittumspalais) e nei mesi estivi (dal 1781) nel  castello di Tiefurt ed in quello di Ettersburg.
Quando militari, artisti e scienziati erano ospiti alla corte dei duchi, facevano spesso visita di cortesia alla madre. Dopo il 1775 Anna Amalia inserì la crescente borghesia nelle forme di intrattenimento sociale, ma quasi esclusivamente artisti ed eruditi, che di regola non appartenevano alla borghesia di Weimar, quali l'ex precettore del figlio Christoph Martin Wieland, lo scrittore e illuminista Giovanni Giochino Bode, il professore d'arte di Lipsia Adamo Federico Oeser, il pittore Georg Melchior Kraus e lo studioso delle antichità Carlo Augusto Böttiger.
Le donne che Amalia invitava erano prevalentemente appartenenti alla nobiltà minore. Esse erano o sposate con uomini che erano nel servizio militare o di corte ma all'estero e vivevano separate da essi in Weimar o vi si erano stabilite definitivamente come vedove. La sua corrispondenza le serviva per tenersi all'altezza dei tempi nell'arte, nello sviluppo sociale e nella politica.

### La compagnia di corte

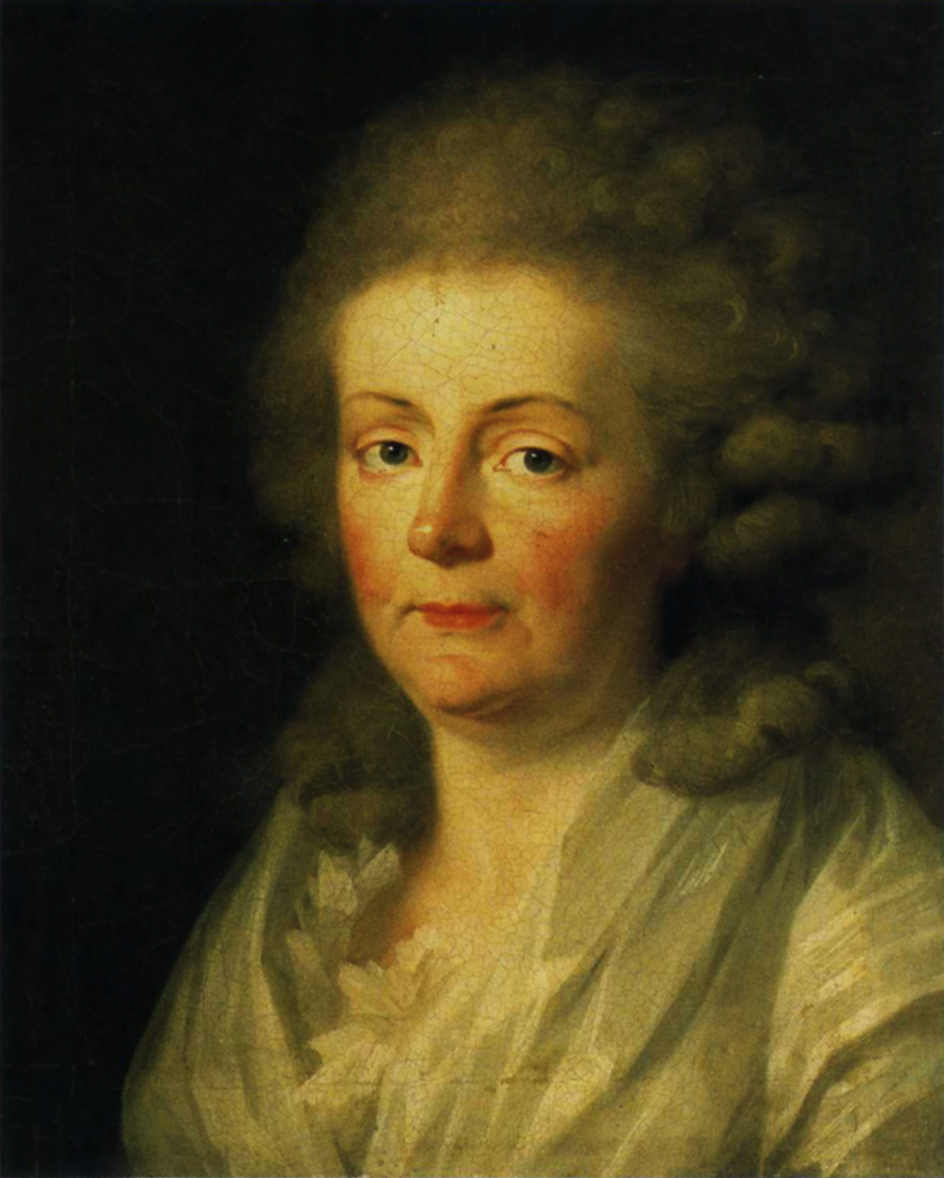
Anna Amalia, 1795.

Contenuti e forma della vita di corte che Amalia organizzava, andava nel corso dei decenni da feste a balli in maschera, da recite a rappresentazioni teatrali, da concerti a conferenze e spettacoli. Per la fase attiva del Teatro dei dilettanti (1776–1780) l'amministrazione della corte della duchessa-madre impiantò il centro amatoriale della corte di Weimar.
Tuttavia Anna Amalia non poté mantenere a lungo questa posizione di persona al centro dell'attenzione poiché l'interesse della corte si rivolgeva sempre più alla coppia regnante, Carlo Augusto e la sua sposa Luisa Augusta d'Assia-Darmstadt.
Dopo il 1790 il duca Carlo Augusto e Goethe incrementarono la professionalità degli intrattenimenti a corte, il che estromise la duchessa da queste attività di divertimento. Di conseguenza Anna Amalia prese le distanze dagli sforzi di Goethe (e di Schiller) di stabilirsi a Weimar come supervisori dell'estetica.

### Passione per l'arte e viaggio in Italia
Gli interessi personali di Anna Amalia spaziavano dal disegno (prese lezioni da Georg Melchior Kraus) alle lingue straniere (imparò l'inglese, l'italiano ed il greco) e redasse alcuni piccoli manoscritti. Le arti più importanti per Amalia erano però la musica e il teatro di musica.
La duchessa si rammaricava che Weimar fosse relativamente staccata dai centri culturali della Germania e cercò di rimediare a questa lacuna in Italia, trascorrendo gli anni dal 1788 al 1790 a Roma e a Napoli, cosa piuttosto inusuale per una vedova protestante. Durante il viaggio Anna Amalia godette della natura, dell'arte e della bellezza, tenne un circolo musicale e instaurò una amicizia segreta con l'arcivescovo di Taranto, Giuseppe Capecelatro.

### Mecenate a corte
Nella musica la duchessa, diversamente che nelle arti figurative e nella letteratura, si riteneva esperta. Intraprese così in questo un grande sforzo come mecenate. I musicisti da lei sostenuti non avevano una fama che varcasse i limiti della regione ma poterono ugualmente animare la compagnia di corte. Amalia non sviluppò un mecenatismo ambizioso, come mostravano i conti del suo portafoglio personale. Anna fu illuminista nel senso che cercò sempre di essere informata e volle sempre apparire attuale dinnanzi ad un pubblico costituito non solo dalla corte. Tanto si confrontava apertamente con le nuove idee, quanto rimaneva fedele al pensiero della dinastia nella quale era cresciuta. Anche se nel suo comportamento di vedova non doveva rispettare un particolare cerimoniale, si attenne sempre all'etichetta, ad un comportamento più che dignitoso.
Ella fondò anche una biblioteca a Weimar che divenne presto famosa e che oggi ospita oltre 850.000 volumi. Goethe le dedicò una sua opera dal titolo: "In memoria di Anna Amalia".

## Discendenza
Anna Amalia ed Ernesto Augusto ebbero due figli:
- Carlo Augusto (Weimar, 3 settembre 1757 – Graditz, 14 giugno 1828), granduca dal 21 aprile 1815;
- Federico Ferdinando Costantino (Weimar, 8 settembre 1758 – Wiebelskirchen, 6 settembre 1793).

## Ascendenza
|                                             |                       |                                         | Genitori                                              |  |  | Nonni |  |  | Bisnonni                                   |  |  | Trisnonni                     |  |
|                                             |                       |                                         |                                                       |  |  |       |  |  | Ferdinando Alberto I di Brunswick-Lüneburg |  |  | Augusto di Brunswick-Lüneburg |  |
|                                             |                       |                                         |                                                       |  |  |       |  |  | Ferdinando Alberto I di Brunswick-Lüneburg |  |  | Augusto di Brunswick-Lüneburg |  |
|                                             |                       | Elisabetta Sofia di Meclemburgo-Güstrow |                                                       |  |  |       |  |  | Ferdinando Alberto I di Brunswick-Lüneburg |  |  |                               |  |
| Ferdinando Alberto II di Brunswick-Lüneburg |                       |                                         |                                                       |  |  |       |  |  | Ferdinando Alberto I di Brunswick-Lüneburg |  |  |                               |  |
|                                             |                       | Cristina d'Assia-Eschwege               | Federico d'Assia-Eschwege                             |  |  |       |  |  |                                            |  |  |                               |  |
|                                             |                       | Cristina d'Assia-Eschwege               | Federico d'Assia-Eschwege                             |  |  |       |  |  |                                            |  |  |                               |  |
|                                             |                       | Cristina d'Assia-Eschwege               | Eleonora Caterina del Palatinato-Zweibrücken-Kleeburg |  |  |       |  |  |                                            |  |  |                               |  |
| Carlo I di Brunswick-Wolfenbüttel           |                       | Cristina d'Assia-Eschwege               |                                                       |  |  |       |  |  |                                            |  |  |                               |  |
|                                             |                       | Luigi Rodolfo di Brunswick-Lüneburg     | Antonio Ulrico di Brunswick-Lüneburg                  |  |  |       |  |  |                                            |  |  |                               |  |
|                                             |                       | Luigi Rodolfo di Brunswick-Lüneburg     | Antonio Ulrico di Brunswick-Lüneburg                  |  |  |       |  |  |                                            |  |  |                               |  |
|                                             |                       | Luigi Rodolfo di Brunswick-Lüneburg     | Elisabetta Giuliana di Schleswig-Holstein-Sonderburg  |  |  |       |  |  |                                            |  |  |                               |  |
| Antonietta Amalia di Brunswick-Wolfenbüttel |                       | Luigi Rodolfo di Brunswick-Lüneburg     |                                                       |  |  |       |  |  |                                            |  |  |                               |  |
|                                             |                       | Cristina Luisa di Oettingen-Oettingen   | Alberto Ernesto I di Oettingen-Oettingen              |  |  |       |  |  |                                            |  |  |                               |  |
|                                             |                       | Cristina Luisa di Oettingen-Oettingen   | Alberto Ernesto I di Oettingen-Oettingen              |  |  |       |  |  |                                            |  |  |                               |  |
|                                             |                       | Cristina Luisa di Oettingen-Oettingen   | Cristina Federica di Württemberg                      |  |  |       |  |  |                                            |  |  |                               |  |
| Anna Amalia di Brunswick-Wolfenbüttel       |                       | Cristina Luisa di Oettingen-Oettingen   |                                                       |  |  |       |  |  |                                            |  |  |                               |  |
|                                             | Federico I di Prussia | Federico Guglielmo I di Brandeburgo     |                                                       |  |  |       |  |  |                                            |  |  |                               |  |
|                                             | Federico I di Prussia | Federico Guglielmo I di Brandeburgo     |                                                       |  |  |       |  |  |                                            |  |  |                               |  |
|                                             | Federico I di Prussia | Luisa Enrichetta d'Orange               |                                                       |  |  |       |  |  |                                            |  |  |                               |  |
| Federico Guglielmo I di Prussia             | Federico I di Prussia |                                         |                                                       |  |  |       |  |  |                                            |  |  |                               |  |
|                                             |                       | Sofia Carlotta di Hannover              | Ernesto Augusto di Brunswick-Lüneburg                 |  |  |       |  |  |                                            |  |  |                               |  |
|                                             |                       | Sofia Carlotta di Hannover              | Ernesto Augusto di Brunswick-Lüneburg                 |  |  |       |  |  |                                            |  |  |                               |  |
|                                             |                       | Sofia Carlotta di Hannover              | Sofia del Palatinato                                  |  |  |       |  |  |                                            |  |  |                               |  |
| Filippina Carlotta di Prussia               |                       | Sofia Carlotta di Hannover              |                                                       |  |  |       |  |  |                                            |  |  |                               |  |
|                                             |                       | Giorgio I di Gran Bretagna              | Ernesto Augusto di Brunswick-Lüneburg                 |  |  |       |  |  |                                            |  |  |                               |  |
|                                             |                       | Giorgio I di Gran Bretagna              | Ernesto Augusto di Brunswick-Lüneburg                 |  |  |       |  |  |                                            |  |  |                               |  |
|                                             |                       | Giorgio I di Gran Bretagna              | Sofia del Palatinato                                  |  |  |       |  |  |                                            |  |  |                               |  |
| Sofia Dorotea di Hannover                   |                       | Giorgio I di Gran Bretagna              |                                                       |  |  |       |  |  |                                            |  |  |                               |  |
|                                             |                       | Sofia Dorotea di Celle                  | Giorgio Guglielmo di Brunswick-Lüneburg               |  |  |       |  |  |                                            |  |  |                               |  |
|                                             |                       | Sofia Dorotea di Celle                  | Giorgio Guglielmo di Brunswick-Lüneburg               |  |  |       |  |  |                                            |  |  |                               |  |
|                                             |                       | Sofia Dorotea di Celle                  | Éléonore d'Esmier d'Olbreuse                          |  |  |       |  |  |                                            |  |  |                               |  |
|                                             |                       | Sofia Dorotea di Celle                  |                                                       |  |  |       |  |  |                                            |  |  |                               |  |